# トーマス・アルスゴール
トーマス・アルスゴール（Thomas Alsgaard、1972年1月10日 - ）は、ノルウェー、アーケシュフース県Flateby出身の元クロスカントリースキー選手。1990年代から2000年代にかけて国際大会で活躍、冬季オリンピックで5つの金メダルを獲得した。

## プロフィール
アルスゴールは3歳からクロスカントリースキーの5歳児のレースに出場、年上の子供を破って優勝した。
1992-1993シーズンにクロスカントリースキー・ワールドカップデビュー、シーズン総合で20位となった。
1994年自国開催のリレハンメルオリンピックでは30kmで金メダルを獲得、10kmでは24位に終わったがリレーでは銀メダルを獲得した。
1995年ノルディックスキー世界選手権では10km21位、パシュート8位、リレー金メダル、50km27位の成績。自国のトロンハイムで開催された1997年ノルディックスキー世界選手権では30km銅メダル、リレーでは金メダルと活躍した。
1998年長野オリンピックではパシュートとリレーで金メダルを獲得、またこのシーズン、ワールドカップ総合優勝を果たした。
1999年ノルディックスキー世界選手権ではパシュートで金メダル、30kmとリレーで銀メダル、10kmで14位となった。
2001年ノルディックスキー世界選手権のリレーで金メダルを獲得、同年のホルメンコーレンスキー大会スプリントで優勝し、2001年のホルメンコーレン・メダルを受章した（同時受章はアダム・マリシュとベンテ・スカリ）。
2002年ソルトレークシティオリンピックでは30km12位、パシュートとリレーで2冠に輝いた。2003年ノルディックスキー世界選手権でも30kmとリレーで優勝、このシーズンを最後に第一線を退いた。
その後は Alpina Sports社のテクニカルアドバイザーとしてスキーブーツの開発に携わるとともにノルウェー放送協会（NRK)のスポーツコメンテーターとして活動 している。
更にクロスカントリースキーの長距離レース「マラソンカップ」に度々出場、2010年1月10日にチェコ共和国で行われた50kmレースでは2位となった。
2011年1月のノルウェー選手権15kmクラシカルに出場したアルスゴールはナショナルチームの面々を破り、エルダル・ルンニン、マルティン・ヨンスルート＝スンビーに次いで3位となる快挙を達成、ゴール後にはそのままNRKのコメンテーターとして解説の仕事に就いた。